# Buffonellaria nebulosa
Buffonellaria nebulosa är en mossdjursart som först beskrevs av Jullien och Calvet 1903.  Buffonellaria nebulosa ingår i släktet Buffonellaria och familjen Celleporidae. Inga underarter finns listade i Catalogue of Life.